# Vladimir Nazor
Vladimir Nazor (30. května 1876 Postira, ostrov Brač – 19. června 1949 Záhřeb) byl chorvatský spisovatel, lyrik a překladatel. Během druhé světové války byl v partyzánském hnutí a po ní působil v politice.

## Život
Vladimir Nazor se narodil jako syn státního úředníka ve vsi Postira na dalmátském ostrově Brač, zde absolvoval základní školu. Od roku 1886 navštěvoval gymnázium ve Splitu, kde v roce 1894 maturoval. Následně studoval přírodní vědy, matematiku a fyziku ve Štýrském Hradci a jeden semestr v Záhřebu.
Po promoci v roce 1902 působil jako učitelský praktikant ve Splitu, jako učitel v letech 1901–1903 v Zadaru, mezi lety 1903–1906 v Pazinu, poté v období 1906–1908 v Koparu, následně v letech 1908–1918 ve městě Kastav a poté v období 1918-1920 v Záhřebu. Poté byl ředitelem dětského domova (sirotčince) v Crikvenici, nakrátko v roce 1926 působil v Sušaku. Poslední aktivní léta před odchodem do penze strávil v Záhřebu (1931-1933). Vladimir Nazor žil, s výjimkou krátkého pobytu na domovském ostrově Brač, trvale v Záhřebu. Od 30. prosince roku 1940 byl na základě vládního dekretu členem Chorvatské akademie věd a umění (HAZU, členem-korespondentem byl už od roku 1919, potvrzen byl v roce 1947). Od 22. března 1948 byl členem Srbské akademie věd a umění (SANU) v sekci literatury a jazyka.
V parlamentních volbách v roce 1938 podporoval opozici vedenou Vladko Mačekem.
Přestože už byl ve vyšším věku, koncem roku 1942 uprchl společně s Ivanem Kovačićem ze Záhřebu na lodi přes řeku Kupa k Titovým partyzánům, kde působil ve vedoucí funkci. Útěk později ztvárnil v díle Čamac na Kupi. V letech 1943 až 1945 byl předsedou Zemského protifašistického výboru národního osvobození Chorvatska a po druhé světové válce byl až do své smrti předsedou předsednictva Saboru (parlamentu) Lidové republiky Chorvatsko. Vladimir Nazor je pohřben na záhřebském hřbitově Mirogoj.

## Dílo
Nazor byl velmi plodný chorvatský autor. Jeho dílo obsahuje básně, balady, povídky, romány i eseje. Mnoho jeho děl se zabývá národní historií a mytologií, legendami a ságami. Za hlavní dílo je považován román Pastir Loda (Pastýř Loda'), dílo oslavující jeho rodný ostrov Brač, vyprávěné nesmrtelným starořeckým faunem, pastýřem Lodou. Dalším známým příběhem je Veli Jože (Velikán Jože); který se odehrává v oblasti kolem istrijského městečka Motovun a kde vystupuje dobromyslný obr-nevolník.
Nazor hovořil několika jazyky a přeložil do chorvatštiny četná díla světové literatury, z italštiny (Dante Alighieri – Božská komedie, Giosuè Carducci, Giovanni Pascoli, Gabriele d'Annunzio), z němčiny (Johann Wolfgang von Goethe, Heinrich Heine), z francouzštiny (Victor Hugo, Alfred de Musset) a angličtiny (William Shakespeare).
- Slavenske legende. Zadar, 1900.

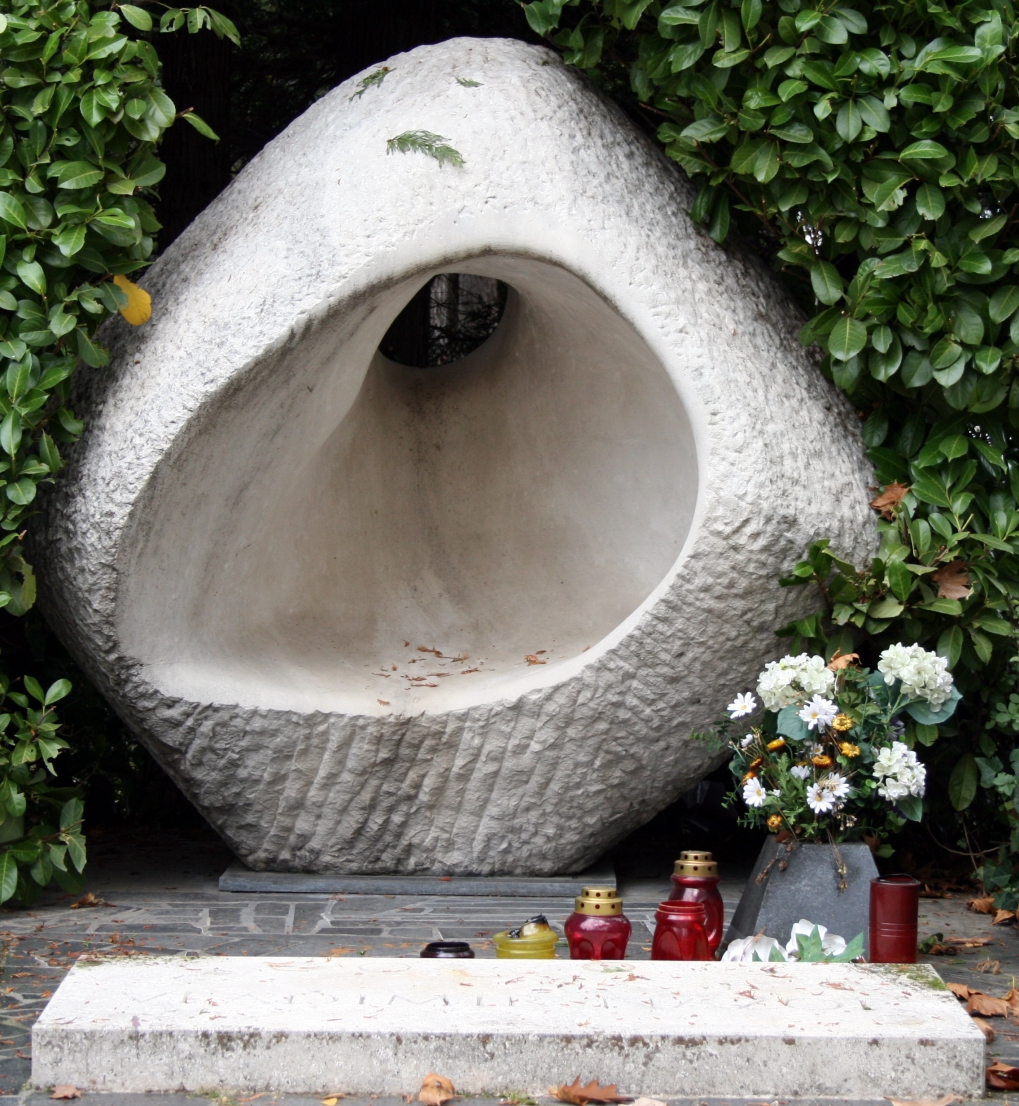
Hrob Vladimira Nazora na záhřebském hřbitově Mirogoj

- Pjesma o narodu hrvatskomu. Odjek Marulićevoj proslavi. Naklada Rikarda Katalinića Jeretova. Zadar, 1902.
- Živana. mytický epos, Zadar, 1902.
- Knjiga o kraljevima hrvatskijem. Zadar, 1904.
- Krvava košulja. Pula, 1905.
- Krvavi dani. román, Zagreb, 1908.
- Veli Jože. Istarska priča. Hrvatska knjižnica Matice slovenske. Ilustrirao Saša Šantel. Ljubljana, 1908.
- Lirika. Izdanje Društva hrvatskih književnika. Zagreb, 1910.
- Nove pjesme. Zagreb, 1913.
- Istarske priče. Zagreb, 1913.
- Mrtvo ostrvo. Zagreb, 1914.
- Intima (1913–1914). Zagreb, 1915.
- Pjesni ljuvene. Zagreb, 1915.
- Utva zlatokrila. romantický epos. Úvod napsal A. Bazala. Zagreb, 1916.
- Medvjed Brundo. epos. Zagreb, 1918.
- Stoimena. povídky. Zagreb, 1916.
- Pabirci (1892–1917). Zagreb, 1917.
- Gospa od Snijega. povídka. 1918.
- Lirika I, II, III. Izdanje Branko Vodnik. Zagreb, 1918.
- Epika I. Izdanje Branko Vodnik. Zagreb, 1918.
- Arkun. povídka ze slovanské minulosti. Zagreb, 1920.
- Niza od koralja. Zagreb, 1922.
- Priče iz djetinjstva. Zagreb, 1924.
- Pjesme o četiri arhanđela. Sušak. 1927.
- Priče s ostrva, iz grada i sa planine. Zagreb, 1927.
- Boškarina. Istarska priča. Gorica, 1928.
- Istarski gradovi. Zagreb, 1930.
- Deseterci (1923–1925). Zagreb, 1930.
- Šarko. Příběh jednoho psa. Zagreb, 1930.
- Pjesme u šikari, iz močvare i nad usjevima (1915–1920). Zagreb, 1931.
- Pjesme o bratu Gavanu i seki Siromaštini (1930–1931). Zagreb, 1931.
- Topuske elegije. Zagreb, 1933.
- O hrvatskom jedanaestercu 1838-1900. Prilog proučavanju srpskohrvatske umjetne metrike. Zagreb, 1935.
- Pastir Loda. Zgode i nezgode bračkog fauna. Dio I. Zagreb, 1938. (do němčiny přeložil Alfred von Buttlar-Moscon: Der Hirte Loda, Zsolnay, Wien, 1949)
- Dedek Kajbumščak. Novo pričanje o drevnom Krapinskom čovjeku. Zagreb, 1939.
- Knjiga pjesama. Zagreb, 1942.
- Zagrebačke novele. Zagreb, 1942.
- Putopisi. Zagreb, 1942.
- Na vrhu jezika i pera. Zagreb, 1942.
- Eseji i članci. Zagreb, 1942.
- Pjesme partizanke. 1944.
- O mlitavcima (na zemlji i u paklu). Rozhovor V. Nazora (Topusko dne 5. února 1944. na Kordunu. 1944.)
- Ilja Muramec dolazi. Rozhovor V. Nazora v Glini 10. února 1944. Skrad na Kordunu, 1944.
- S partizanima 1943-1945. Beograd, 1945.
- Govori i članci. Zagreb, 1945.
- Ahasver. Opremio Vanja Radauš. Zagreb, 1945.
- Partizanka Mara. Zagreb, 1946.
- Kurir Loda. Zagreb, 1946.
- Legende o drugu Titu. Zagreb, 1946.
- U zavičaju. Zagreb, 1949.
- Čitajući Kranjčevića. Zagreb, 1950.
- Rob. (nedopsaná povídka z roku 1918). Zagreb, 1957.

## Ocenění

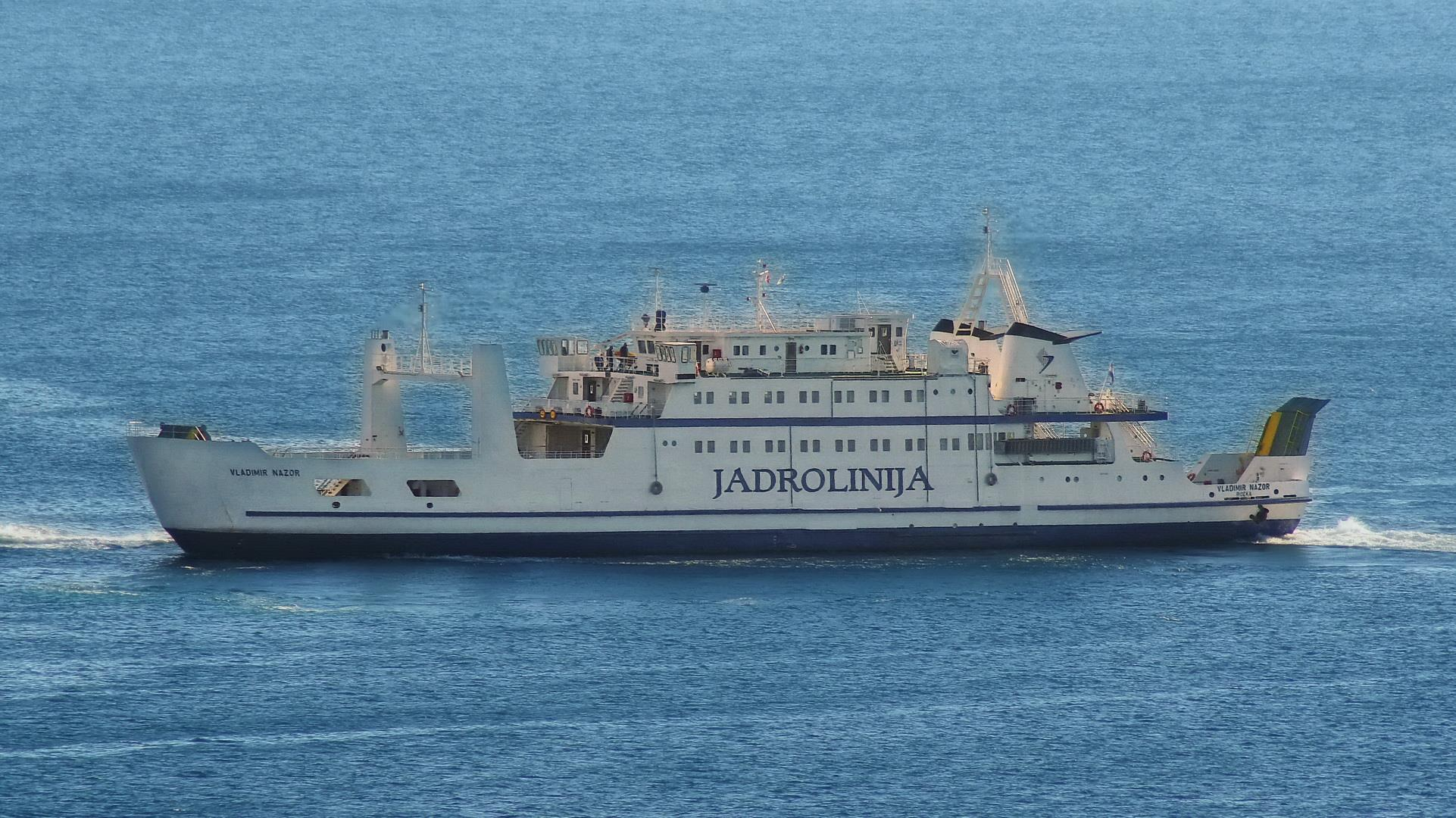
Trajekt společnosti Jadrolinija „Vladimir Nazor“ u Splitu

Od roku 1959 uděluje chorvatské Ministerstvo kultury Cenu Vladimira Nazora (chorvatsky Nagrada Vladimir Nazor), jako nejvyšší ocenění za nejlepší umělecké výkony v literatuře, hudbě, filmu, vizuálním a užitém umění, divadle a architektuře a urbanismu.
V roce 2008, neslo Nazorovo jméno v Chorvatsku celkem 306 ulic. Vladimir Nazor je tak v pořadí druhou osobou, po níž jsou v Chorvatsku pojmenovány ulice. 
Oblíbený chorvatský spisovatel Vladimir Nazor se v anketě Největší Chorvat (chorvatsky Najveći Hrvat), kterou podle vzoru britské soutěže Great Britons vyhlásil v roce 2003 chorvatský týdeník Nacional, umístil na 44. místě.
Jugoslávská pošta vydala v roce 1976 poštovní známku s podobiznou Vladimira Nazora. Chorvatská pošta v roce 1997 vydala poštovní známku v roce 1997 s motivem knihy Veli Jože a v roce 1999 razítko u příležitosti 50. výročí úmrtí Vladimíra Nazora. Chorvatská společnost Jadrolinija provozuje trajekt s názvem „Vladimir Nazor“.